# علي بن نصر الجهضمي
علي بن نصر الجهضمي أحد رواة الحديث النبوي ، اسمه علي بن نصر بن علي نصر بن علي بن صهبان بن أبي أبو الحسن الجهضمي الصغير ، توفي سنة 250 هـ.
روى الحديث عن حرمي بن عمارة ووهب بن جرير وعبد الصمد بن عبد الوارث وأبو داود الطيالسي ويزيد بن هارون وأبي علي الحنفي وأخيه أبي بكر الحنفي وأبي عاصم وسليمان بن حرب والمقرئ وعثمان بن عمر العبدي . وحدث عنه مسلم بن الحجاج وأبو داود والترمذي والنسائي وأبو زرعة وأبو حاتم والبخاري وأحمد بن يحيى التستري ومحمد بن هارون الحضرمي وعمر البجيري وابن صاعد وأبو بكر بن أبي داود وعلي بن العباس البجلي.